# Aerangis appendiculata
Aerangis appendiculata é uma espécie de orquídea monopodial epífita, família Orchidaceae, que habita o sudoeste da Tanzânia, Moçambique, Zimbábue, Zanzibar e Malawi.